# Aeroportul Atbasar
Aeroportul Atbasar (IATA: ATX, ICAO: nicio valoare) este un aeroport din Kazahstan ce deservește zona Atbasar⁠(d).
Situat la o altitudine de 308 m, aeroportul dispune de o singură pistă.